# Erythroxylum incrassatum
Erythroxylum incrassatum es una especie de arbusto fanerógama perteneciente a la familia Erythroxylaceae. Es endémica de Jamaica.

## Taxonomía
Erythroxylum incrassatum fue descrita por el botánico alemán Otto Eugen Schulz y la descripción publicada en Symbolae Antillanae seu Fundamenta Florae Indiae Occidentalis 5: 210 en 1907.